# ALHCS Spartan FC
ALHCS Spartan FC (vollständiger Name: Albena Lake-Hodge Comprehensive School Spartan Football Club) ist ein 2014 gegründeter Fußballverein aus Anguilla. Der Verein spielt in der Saison 2018 in der AFA League, der höchsten Spielklasse des Fußballverbands von Anguilla. Seine Heimspiele trägt er im nur 200 Zuschauer fassenden JRW Park aus.